# Democrazia è Libertà – La Margherita
Democrazia è Libertà – La Margherita (dansk: Demokrati er Frihed – Margueritten) var et centristisk politisk parti i Italien, der dannet i 2002. I 2007 blev det en del af Partito Democratico.
Partiet blev dannet af nogle venstreorienterede fhv. medlemmer af Democrazia Cristiana, enkelte tidligere medlemmer af det liberale og det republikanske parti samt personer med tilknytning til socialistpartiet og de grønne. 
Partiets leder var Francesco Rutelli, tidligere borgmester i Rom og Oliventræ-koalitionens statsministerkandidat ved parlamentsvalget i 2001. Ved valget stillede partiet op på en fælles liste sammen med Partito Popolare Italiano, I Democratici og Unione Democratici per l'Europa. Listen blev kaldet La Margherita (Margueritten) og fik 14,5% af stemmerne, hvilket kun var to procentpoint mindre end Democratici di Sinistra. På en kongres i februar 2002 blev det afgjort, at man skulle etablere et parti af den tidligere fællesliste. UDEUR blev imidlertid stående udenfor. Der var en overgang uklarhed omkring hvorvidt partiet ville forblive en del af Oliventræ-koalitionen, men da det blev besluttet at Romano Prodi var koalitionens kandidat, blev partiet i koalitionen.